# Achilles Długajczyk
Achilles Długajczyk (Dugaiczyk) (ur. 9 września 1930 w Kosztowach, zm. 31 października 2005 w San Francisco) – polski biochemik zajmujący się badaniami genetycznymi nad komórkami raka, profesor Uniwersytetu Kalifornijskiego w San Francisco oraz mieście Meksyk.

## Życiorys
Urodził się 9 września 1930 roku w obecnej mysłowickiej dzielnicy Kosztowy w rodzinie Józefa i Albiny z domu Nowotny. Do szkoły podstawowej uczęszczał w Kosztowach (zarówno polskiej, jak i niemieckiej). W czasie wojny brał udział w tajnym nauczaniu w Mysłowic, w domu Antoniego Malejki, profesora Męskiego Seminarium Nauczycielskiego w Mysłowicach. W 1945 zdał egzamin do 2. klasy Gimnazjum i Liceum Męskiego w Mysłowicach, które ukończył małą maturą, w 1946 roku. Następnie uczył się w Państwowym Liceum Chemicznym w Katowicach, gdzie zdał maturę w 1950 roku. Po maturze zdał egzaminy wstępne na Wydział Chemiczny Uniwersytetu Jagiellońskiego, po ukończeniu którego podjął pracę na Akademii Medycznej we Wrocławiu, gdzie prowadził zajęcia z biochemii. W roku 1962 wyjechał do San Francisco na zaproszenie profesora Eilera, który zaproponował mu roczny staż. W roku 1963 uzyskał w USA stopień naukowy doktora.
Po powrocie do Polski miał kłopoty z uznaniem amerykańskiego doktoratu. Zmuszano go do wstąpienia do PZPR. Te wydarzenia spowodowały, że postanowił wrócić do USA.
Zamieszkał w San Francisco. W związku z problemami Amerykanów z jego nazwiskiem, uprościł je i w USA nazywał się Dugaiczyk. Tam podjął też pracę na uniwersytecie. Wykładał także na innych uczelniach (m.in. w mieście Meksyk). Jako biochemik oraz ekspert od biologii molekularnej angażował się w prace badawcze nad problemami genetyki (badał strukturę i organizację genów) i chorobami raka (badał efekty konkretnych mutacji genów). Wyniki badań zespołu, w którym pracował Achilles Długajczyk, były publikowane w licznych wydawnictwach. Otrzymał też w USA tytuł profesora.
Naukowo pracował do końca życia. Poza pracami badawczymi i wykładami, Achilles Długajczyk był w zespole wydawniczym periodyku „Gene” oraz członkiem wielu organizacji, które zrzeszały amerykańskich naukowców. M.in. należał do: Amerykańskiego Towarzystwa Biochemików, Amerykańskiego Stowarzyszenia na Rzecz Rozwoju Nauki, Amerykańskiego Towarzystwa Chemicznego, Amerykańskiego Towarzystwa Genetycznego.
Oprócz języka polskiego i gwary śląskiej znał język angielski, hiszpański i niemiecki.
Zmarł w wieku 75 lat, 31 października 2005 roku w San Francisco i został pochowany w Olivewood Memorial Park w Riverside (San Francisco).